# Armen Džigarchanjan
Armen Džigarchanjan (arménsky  Արմեն Ջիգարխանյան,  3. října 1935 Jerevan – 14. listopadu 2020 Moskva
) byl sovětský a arménský herec.

## Život
Matka ho poslala do ruských škol, takže mluvil převážně rusky. To mu otevřelo cestu do ruského divadla a filmu, byť dlouho mluvil s přízvukem (a když po něm chtěli arménštinu, dělala mu rovněž potíže). Roku 1985 mu byl udělen titul Národní umělec Sovětského svazu.
Hrál ve více než 250 filmech. Je znám bonmot ruského herce Valentina Gafta, že „na světě je méně Arménců než filmů, ve kterých hrál Džigarchanjan“. K nejslavnějším patří Nepolapitelní mstitelé - Nová dobroružství nepolapitelných (1968), Jaroslavna: Královna Francie (1978), Teherán 43 (1980) a další.